# Marktplatz 7 (Usingen)

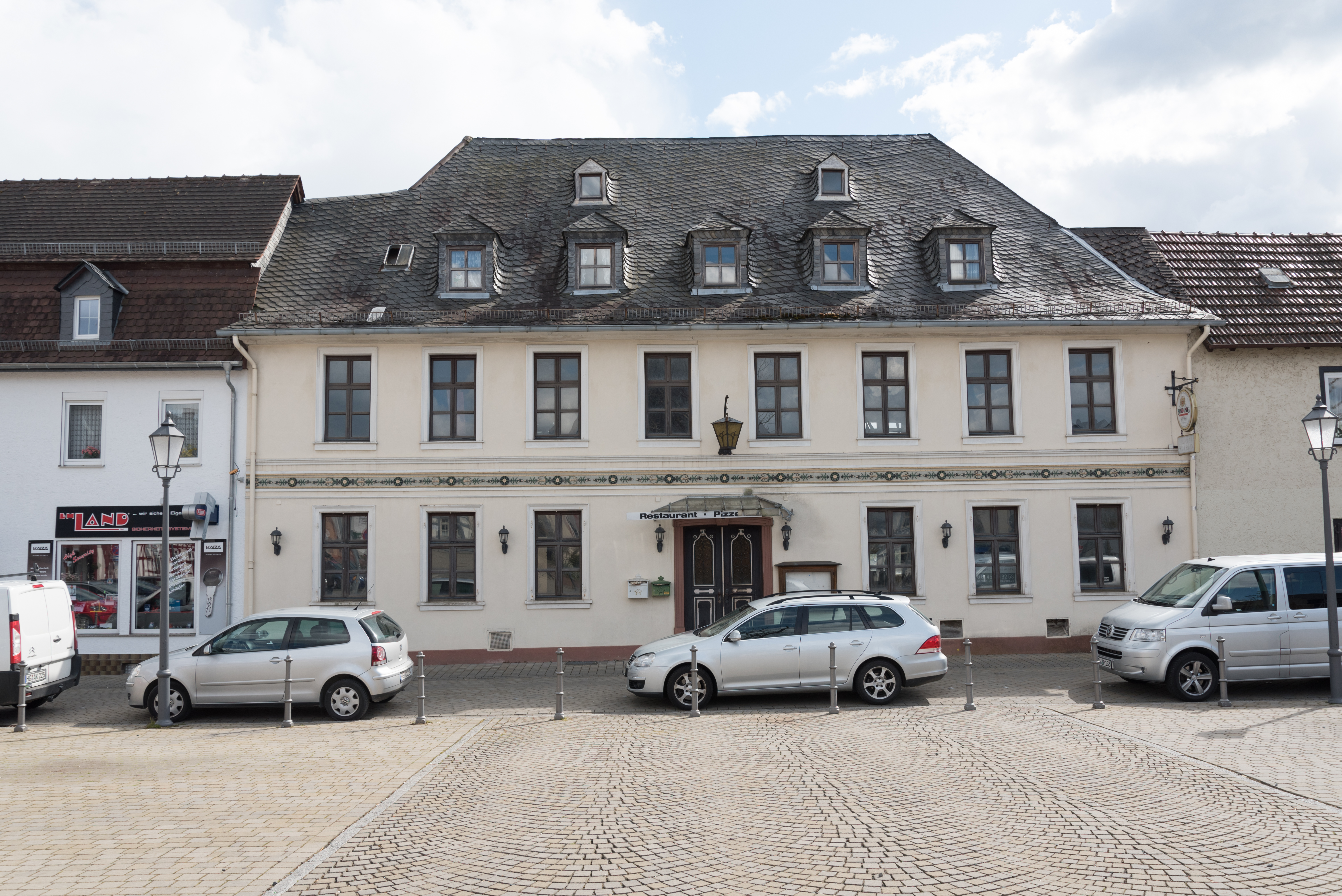
Marktplatz 7

Das Gebäude Marktplatz 7 (auch als Kilb-Haus bekannt) in Usingen steht unter Denkmalschutz. Es ist ein Teil der denkmalgeschützten Baugruppe „Barocke Neustadt“.
Das zentrale Gebäude der Südseite des Marktplatzes entstand um 1700 etwa zeitgleich mit der gegenüber liegenden Hugenottenkirche und bildete den Auftakt der baulichen Tätigkeit am Marktplatz, dessen planmäßige Errichtung ab 1700 auf Grundlage der Stadtplanung für die Neustadt von Johann Emmerich Küntzel eingeleitet wurde. Dabei überrascht sein frühes Erbauungsdatum, welches nicht so recht in Einklang mit der „fortschrittlichen“ Passivbauweise steht. Die symmetrische achtachsige Gliederung sowie der mittig ausgerichtete Eingang des stattlichen Gebäudes betonen die bestimmende Rolle in der Längsachse des Marktplatzes.
Im 19. Jahrhundert ließ der damalige Besitzer, der Kreisphysikus des Kreises Usingen, der seit 1869 Eigentümer des Gebäudes war, zwischen den Geschossen einen farbig gefassten Fries mit verschlungenen Rosen und Blattranken anbringen.
Das Gebäude wurde zuletzt als Gasthaus und Pizzeria genutzt. Die Stadt Usingen erwarb im Zusammenhang mit der Erschließung des neuen Marktplatzes die lange Zeit leer stehende Pizzeria von dem Erben des Eigentümers für 450000 Euro. Das Gebäude wurde dann an den Projektentwickler des Neuen Marktplatzes verkauft und Anfang 2016 wieder zurückgekauft.
Die Betreiber des Gasthofs „Rote Mühle“ bei Bad Soden (siehe „Beidenauer Mühle“ in der Liste der Kulturdenkmäler in Bad Soden am Taunus) erwarben nun das Objekt, um dort wieder eine Gaststätte mit Versammlungsräumen einzurichten. Die Generalsanierung wird derzeit vom Büro für Architektur und Denkmalpflege aus Büdingen betreut, welches sich vorerst um die statische Sicherung bemüht, nachdem die Stadt das Gebäude hat notsichern lassen. Die Treppe in das Obergeschoss hinter der zentralen Eingangstür war vom Vorbesitzer abgerissen worden und soll wieder neu errichtet werden. Der Gewölbekeller soll als Jazzkeller hergerichtet und genutzt werden. Das Dachgeschoss dient nach Abschluss der Sanierung als Büro und hält Sozialräume vor. 